# 유조 (항산왕)
항산왕 유조(恒山王 劉朝, ? ~ 기원전 180년)는 중국 전한의 황족·제후왕이다. 전한 혜제의 서자이나 전한 문제를 옹립한 세력에서는 여태후가 몰래 들여온 가짜 아들이라 여겼다.

## 생애
고후 원년(기원전 187년), 여태후가 여씨들을 왕으로 세우기 위해 먼저 혜제의 서자들을 왕후로 봉하면서 지후(軹侯)에 봉해졌다. 여후 4년(기원전 184년), 여후가 자신에게 반발한 황제를 내쫓고 항산왕 유의를 새 황제로 세우면서 항산왕이 되었다.
고후 8년(기원전 180년), 여후가 죽었을 때에는 생존한 여후의 다른 손자들과 같이 어려서 아직 장안에 머물고 봉국으로 가지 않고 있었다. 이때 주발·진평·성양경왕 등이 여씨 세력을 타도하였고, 이들은 여태후의 손자들 중 혜제의 아들들을 여태후가 혜제의 아들로 속인 것으로 규정하였다. 결국 항산왕은 소제·양왕 유태·회양왕 유무과 함께 주살당했다.